# راي دريك
راي دريك (بالإنجليزية: Ray Drake)‏ (24 أكتوبر 1934 بستوكبورت في المملكة المتحدة - 31 مارس 2013) هو لاعب كرة قدم بريطاني في مركز الهجوم. لعب مع ستوكبورت كونتي.